# Francesco Patanè

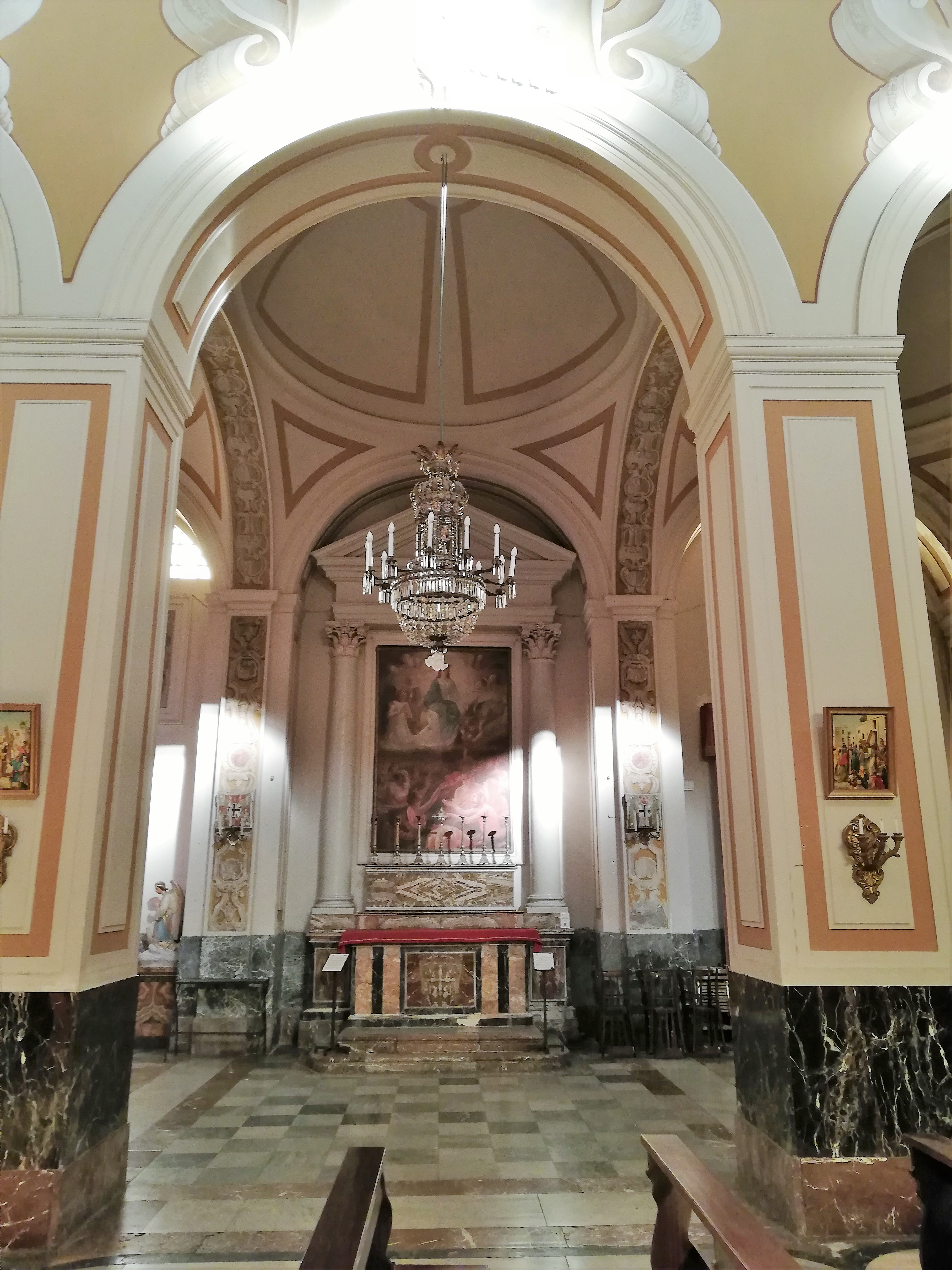
Madonna e le Anime del Purgatorio, opera custodita nella basilica collegiata di San Sebastiano di Acireale.

Francesco Patanè (Acireale, 1º giugno 1902 – Acireale, 21 giugno 1980) è stato un pittore, scultore e incisore italiano.

## Attività artistica
Fu attivo nella città natale, dove lasciò alcuni lavori per la navata centrale della cattedrale e per la Basilica di San Sebastiano. Fu attivo anche a Piedimonte Etneo e ad Aci San Filippo.

## Opere
- 1946, Madonna e le Anime del Purgatorio, olio su tela, opera custodita nella Cappella delle Anime Purganti della basilica collegiata di San Sebastiano di Acireale.